# 제라르 장비옹
제라르 장비옹(프랑스어: Gérard Janvion, 1953년 8월 21일, 마르티니크 포르 드 프랑스 ~)은 프랑스의 전직 프로 축구 선수로, 현역 시절 수비수로 활약했다. 프랑스 국가대표팀에서 1975년부터 1982년까지 활약하며 40번의 국가대표팀 경기에 출전했다. 1972년에 생-테티엔에서 성인 무대 신고식을 치른 그는 현역 시절 대부분을 루아르 연고 구단에서 보내다가 1983년에 파리 생-제르맹으로 이적했다. 그는 베지에에서 2년을 보낸 뒤인 1987년에 은퇴했다.

## 클럽 경력
장비옹은 마르티니크의 카스-필로트에서 축구를 시작했다. 그는 생-테티엔(1972–83)에서 프로 선수로 전향하여 미셸 플라티니와 한배를 타기도 했고, 파리 생-제르맹(1983–85)을 거쳐 베지에에서 은퇴했다.
장비옹은 마르티니크 1부 리그인 카스-필로트를 2007-08 시즌에 지휘했다.

## 국가대표팀 경력
1975년부터 1982년까지, 장비옹은 프랑스 국가대표팀 경기에 40번 출전했다. 그는 프랑스를 대표로 1978년과 1982년에 2번의 월드컵에 참가했다.

## 수상
생-테티엔
- 디비시옹 1: 1973–74, 1974–75, 1975–76, 1980–81
- 쿠프 드 프랑스: 1973–74, 1974–75, 1976–77